# Drosophila helvetica
Drosophila helvetica este o specie de muște din genul Drosophila, familia Drosophilidae, descrisă de Burla în anul 1948. Conform Catalogue of Life specia Drosophila helvetica nu are subspecii cunoscute.